# Cavonus armatus
Cavonus armatus är en skalbaggsart som beskrevs av Sharp 1875. Cavonus armatus ingår i släktet Cavonus och familjen Dynastidae. Inga underarter finns listade.